# Martina Granström
Martina Granström, née le 5 août 1991, est une nageuse suédoise spécialiste du papillon. Elle est deux fois médaillée en individuel aux Championnats d'Europe. Sélectionnée pour les Jeux olympiques de Londres 2012, elle atteint les demi-finales du 100 m papillon et du 200 m papillon, mais est éliminée respectivement avec les quinzième et dixième temps. Elle y est aussi membre du 4 × 100 mètres.

## Palmarès

### Championnats d'Europe
Grand bassin
- Championnats d'Europe 2012 à Debrecen (Hongrie) :
  -  Médaille d'argent du 100 m papillon.
  -  Médaille de bronze du 200 m papillon.
  -  Médaille de bronze du relais 4 x 100 m quatre nages.